# Wappen der Republik Kongo

Das von 1969 bis 1991 verwendete Wappen der Volksrepublik Kongo

Das Wappen der Republik Kongo wurde im Jahr 1960 eingeführt und galt zunächst bis 1969. Von 1969 bis 1991 existierte an seinen statt das Wappen der Volksrepublik Kongo. Seit 1991 wird wieder das Hoheitszeichen der Republik Kongo verwendet.
Das Wappen ist  ein goldener Schild mit einem mittigen grünen Wellenbalken. Ein roter, grün bewehrter und grün bezungter Löwe hält eine rot züngelnde Fackel.
Als Schildhalter stehen gegengekehrt zwei schwarze Elefanten auf einem roten Holzbalken vom Schild halb verdeckt.
Über dem Wappenschild ruht eine goldene Krone mit grüner Mütze. Die Kronenzinken sind stilisierte goldene Holzstücke.
Über dem Balken nach unten hängend ein goldenes Spruchband, auf dem der Wahlspruch der Republik Kongo steht: Unité, Travail, Progrès (frz. für Einigkeit, Arbeit, Fortschritt).